# Timioderus
Timioderus is een geslacht van vliesvleugeligen uit de familie Eucharitidae. De wetenschappelijke naam van dit geslacht is voor het eerst geldig gepubliceerd in 1916 door Waterston.

## Soorten
Het geslacht Timioderus omvat de volgende soorten:
- Timioderus acuminatus Heraty, 1994
- Timioderus coronula Heraty, 1994
- Timioderus peridentatus Heraty, 1994
- Timioderus ramosus Heraty, 1994
- Timioderus refringens Waterston, 1916